# Bedřich Hrozný
Bedřich Hrozný (Lysá nad Labem, Češka, Austro-Ugarska, 6. svibnja 1879. – Prag, 18. prosinca 1952.), češki arheolog i jezikoslovac.

## Životopis
Profesor na Sveučilištu u Beču i profesor klinopisnih istraživanja i drevne orijentalne povijesti na Karlovom sveučilištu u Pragu. Radeći na natpisima iz hetitskih kraljevskih arhiva otkrivenih u Bogazköy u Turskoj 1906, zauzeo je stav (sukladan onome J.A. Knudtzona iz 1902) da hetitski pripada indo-europskoj porodici jezika. Potkrijepio je tu tvrdnju prevevši nekoliko dokumenata uključujući hetitski zakonik. Godine 1925. poveo je češku ekspediciju u Kültepe u Turskoj, gdje je djelovao na iskapanju grada Kaneša iskopavši i oko tisuću ploča na asirskom jeziku.

## Djela
- 1915. Jezik Hetita (Sprache der Hethiter)
- 1919. Hetitski klinopisni tekstovi iz Bogazköya (Hethitische Keilschrifttexte aus Boghazköi)